# Ivan Osipovič Jarkovskij
Ivan Osipovič Jarkovskij, rusky Ярковский, Иван Осипович (24. května 1844 Asveja – 22. ledna 1902 Heidelberg, Německo) byl ruský stavební inženýr polského původu.
V roce 1901 popsal téměř nepostřehnutelný tepelný účinek působící na planetky a další malá tělesa sluneční soustavy. Za jeho života byla jeho teoretická práce prakticky neznámá. V 70. letech 20. století byly jeho spisy znovu zkoumány a dopracovány a vedly k rozvoji teorie o působení tepelného vyzařování na tvar oběžné dráhy tělesa kolem Slunce (Jarkovského efekt) a vliv tepelného vyzařování na rychlost rotace nepravidelných těles (YORP efekt).
Na jeho počest byla po něm pojmenována planetka (35334) Yarkovsky.